# Perfume

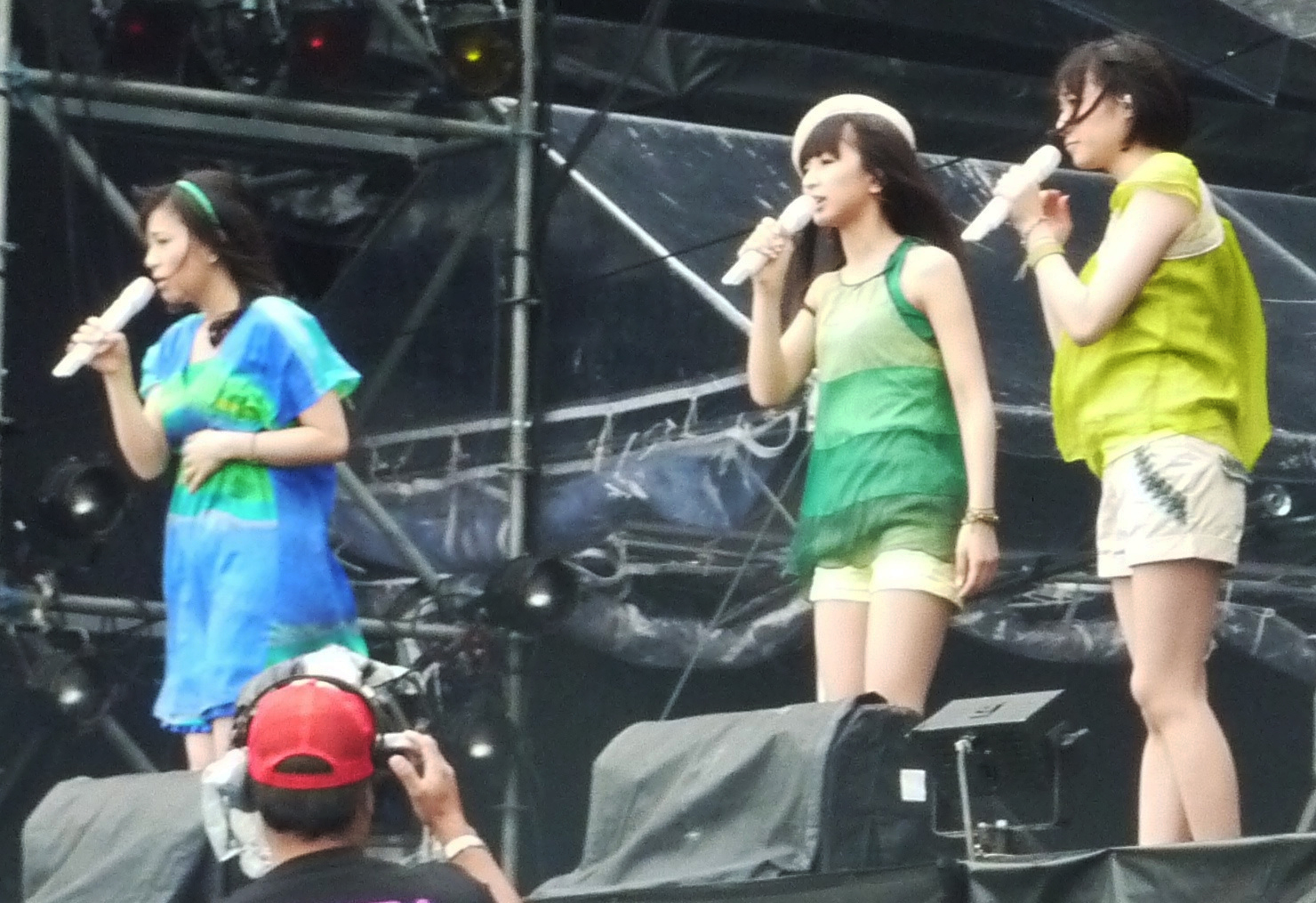
Perfume 2009

Perfume (パフューム Pafyūmu?) är en japansk tjejgrupp från Hiroshima, bestående av Ayano Ōmoto, Yuka Kashino och Ayaka Nishiwaki som debuterade år 2000. Perfume har producerats av Yasutaka Nakata sedan 2003.  

## Karriär
Perfume bildades 2001 och bestod ursprungligen av Ayaka "A~chan" Nishiwaki, Yuka "Kashiyuka" Kashino och Yuuka Kawashima. Kort efter det att bandet grundats lämnade Kawashima gruppen för att koncentrera sig på sina studier. Hon ersattes då av Ayano "Nocchi" Ōmoto. Gruppens namn kommer från kanji 香 som betyder "doft", ett tecken som förekommer i samtliga tre originalmedlemmars förnamn.
2002 släppte Perfume två singlar med begränsad upplaga, "Omajinai Perori" och "Kareshi Boshūchū". Dessa salufördes enbart i Hiroshima på skivbolaget Momiji. Gruppen flyttade till  Tokyo 2003 för att produceras av FUURI-CL, och 2004 hade de släppt ytterligare tre singlar, "Sweet Donuts", "Monochrome Effect", och "Vitamin Drop" hos skivbolaget Bee-Hive Records, producerade av Yasutaka Nakata. De gav också tre liveframträdanden under denna tid, och vann anhängare genom sina energiska framträdanden.
21 september 2005 släpptes "Linear Motor Girl" hos skivbolaget Tokuma Japan Communications.
Under 2006 släppte Perfume två singlar, "Computer City" och "Electro World". Från och med dessa releaser började de kalla sig själva "near future technopop unit". 
Perfumes första stora framgång blev när deras single "Polyrhythm" valdes att användas i en reklamfilm för återvinning. Samma dag som den släpptes gick den upp på 4:e plats på Oricon-listan och blev 7:a i den veckovisa rankingen. Det var första gången Perfume nådde högre än plats 10, och den såldes i över 60 000 exemplar. Efter framgången med "Polyrhythm" så började Perfume framträda i många TV- och radioprogram såsom Hey! Hey! Hey! Music Champ, Music Station (genom vilken de blev exponerade även utanför Japan), och Liquidroom. 31 december 2007 gjorde Perfume ett framträdande i en konsert som hette "Countdown 2008". Detta var det största framträdandet dittills för gruppen.
I februari 2008 släppte Perfume "Baby Cruising Love/Macaroni", som blev en ännu större framgång än "Polyrhythm" genom att nå plats #3 på den dagliga och veckovisa rankingen. Deras debutalbum Perfume ~Complete Best~ gick åter in på listorna tack vare Perfumes ökande popularitet, och deras andra album GAME nådde förstaplatsen på Oricon dagliga topplista den 16 april 2008.  Detta var den andra gången i historien en technopop-grupp nådde denna position efter Yellow Magic Orchestra 1983. 9 april 2008 visades för första gången videon till deras nya låt "Secret Secret" (från albumet 'GAME') på MTV Japan. 
9 juli 2008 släpptes singeln "Love the World" som gick in på Oricon försäljningsstatistik som #1. Det var den första gången i historien en technopop-låt gjorde det.  
6 och 7 november gav de konserter som kallades "BUDOUKaaaaaaaaaaN!!!!!" i Nippon Budokan, den mest berömda konserthallen i Japan. Framträdandet filmades för att sändas på NHK och släpptes på DVD den 22 april 2009. 19 november släpptes singeln "Dream Fighter".
Deras femtonde singel, "One Room Disco", släpptes den 25 mars.
Låten har beskrivits som “Danceable spring-like song“ och nådde #1 på Oricon veckolista 1 april. Perfume medverkar i två nya TV-program, MUSIC JAPAN och Perfume's Chandelier House, från april.

## Medlemmar

### Nuvarande
| Födelsenamn     | Födelsenamn | Artistnamn   | Artistnamn | Födelsedatum      |
| Romanisering    | Japanska    | Romanisering | Japanska   | Födelsedatum      |
| --------------- | ----------- | ------------ | ---------- | ----------------- |
| Ayano Ōmoto     | 大本 彩乃   | Nocchi       | のっち     | 20 september 1988 |
| Yuka Kashino    | 樫野 有香   | Kashiyuka    | かしゆか   | 23 december 1988  |
| Ayaka Nishiwaki | 西脇 綾香   | A~chan       | あ～ちゃん | 15 februari 1989  |

### Tidigare
| Födelsenamn    | Födelsenamn | Artistnamn   | Artistnamn | Födelsedatum     |
| Romanisering   | Japanska    | Romanisering | Japanska   | Födelsedatum     |
| -------------- | ----------- | ------------ | ---------- | ---------------- |
| Yuka Kawashima | 河島 佑香   | Kawayuka     | ?          | 15 februari 1989 |

## Diskografi

### Album
| Albuminformation                                     | Topplacering   | Topplacering          |
| Albuminformation                                     | Japan (Oricon) | Sydkorea (Gaon Chart) |
| ---------------------------------------------------- | -------------- | --------------------- |
| Game (Studioalbum) - Släppt: 16 april 2008           | 1              | —                     |
| Triangle (Studioalbum) - Släppt: 8 juli 2009         | 1              | —                     |
| JPN (Studioalbum) - Släppt: 30 november 2011         | 1              | 82                    |
| Level3 (Studioalbum) - Släppt: 2 oktober 2013        | 1              | 43                    |
| Cosmic Explorer (Studioalbum) - Släppt: 6 april 2016 | 1              | 36                    |
| Future Pop (Studioalbum) - Släppt: 15 augusti 2018   | 1              | -                     |

### Singlar
| År   | Titel                                      | Topplacering   | Topplacering          |
| År   | Titel                                      | Japan (Oricon) | Sydkorea (Gaon Chart) |
| ---- | ------------------------------------------ | -------------- | --------------------- |
| 2002 | "Omajinai Perori"                          | —              | —                     |
| 2002 | "Kareshi Boshūchū"                         | —              | —                     |
| 2003 | "Sweet Donuts"                             | —              | —                     |
| 2004 | "Monochrome Effect"                        | 117            | —                     |
| 2004 | "Vitamin Drop"                             | 119            | —                     |
| 2005 | "Linear Motor Girl"                        | 99             | —                     |
| 2006 | "Computer City"                            | 45             | —                     |
| 2006 | "Electro World"                            | 77             | —                     |
| 2006 | "Twinkle Snow Powdery Snow"                | —              | —                     |
| 2007 | "Fan Service (Sweet)"                      | 31             | —                     |
| 2007 | "Polyrhythm"                               | 7              | —                     |
| 2007 | "Chocolate Disco"                          | —              | —                     |
| 2008 | "Baby Cruising Love" / "Macaroni"          | 3              | —                     |
| 2008 | "Love the World"                           | 1              | —                     |
| 2008 | "Dream Fighter"                            | 2              | —                     |
| 2008 | "Secret Secret"                            | —              | —                     |
| 2008 | "Ceramic Girl"                             | —              | —                     |
| 2008 | "Edge"                                     | —              | —                     |
| 2009 | "One Room Disco"                           | 1              | —                     |
| 2009 | "Night Flight"                             | —              | —                     |
| 2009 | "I Still Love U"                           | —              | —                     |
| 2010 | "Natural ni Koishite" / "Fushizen na Girl" | 2              | —                     |
| 2010 | "Voice"                                    | 2              | —                     |
| 2010 | "Nee"                                      | 2              | —                     |
| 2010 | "575"                                      | —              | —                     |
| 2011 | "Laser Beam" / "Kasuka na Kaori"           | 2              | —                     |
| 2011 | "Spice"                                    | 2              | —                     |
| 2011 | "Glitter"                                  | —              | —                     |
| 2012 | "Spring of Life"                           | 2              | —                     |
| 2012 | "Spending All My Time"                     | 2              | —                     |
| 2012 | "Communication"                            | —              | —                     |
| 2013 | "Mirai no Museum"                          | 2              | —                     |
| 2013 | "Magic of Love"                            | 3              | —                     |
| 2013 | "Sweet Refrain"                            | 3              | —                     |
| 2013 | "1mm"                                      | —              | —                     |
| 2014 | "Cling Cling"                              | 2              | —                     |
| 2014 | "Hold Your Hand"                           | —              | —                     |
| 2015 | "Relax in the City" / "Pick Me Up"         | 2              | —                     |
| 2015 | "Star Train"                               | 4              | —                     |
| 2016 | "Flash"                                    | —              | —                     |
| 2017 | "Tokyo Girl"                               | 2              | —                     |